# 格林龐德 (阿拉巴馬州)
格林龐德（英語：Green Pond）是一個位於美國阿拉巴馬州比伯縣的非建制地區。該地的面積和人口皆未知。

## 地理
格林龐德的座標為32°13′30″N 87°07′35″W / 32.225000°N 87.126380°W，而該地最高點為海拔高度181米（即594英尺）。